# Tawaramoto
Tawaramoto (jap. 田原本町 Tawaramoto-chō) – miasto w Japonii, na wyspie Honsiu, w prefekturze Nara. Według danych na rok 2020 miejscowość zamieszkiwało 31 177 mieszkańców , a gęstość zaludnienia wyniosła 1478,3 os./km².